# Zechin
Zechin (pol. hist. Czechyń) – gmina w kraju związkowym Brandenburgia, w powiecie Märkisch-Oderland, wchodzi w skład urzędu Golzow.
Od 1997 częścią gminy jest Buschdorf.

## Demografia
Wykres zmian populacji Zechin w granicach z 2013 r. od 1875 r.:

## Galeria

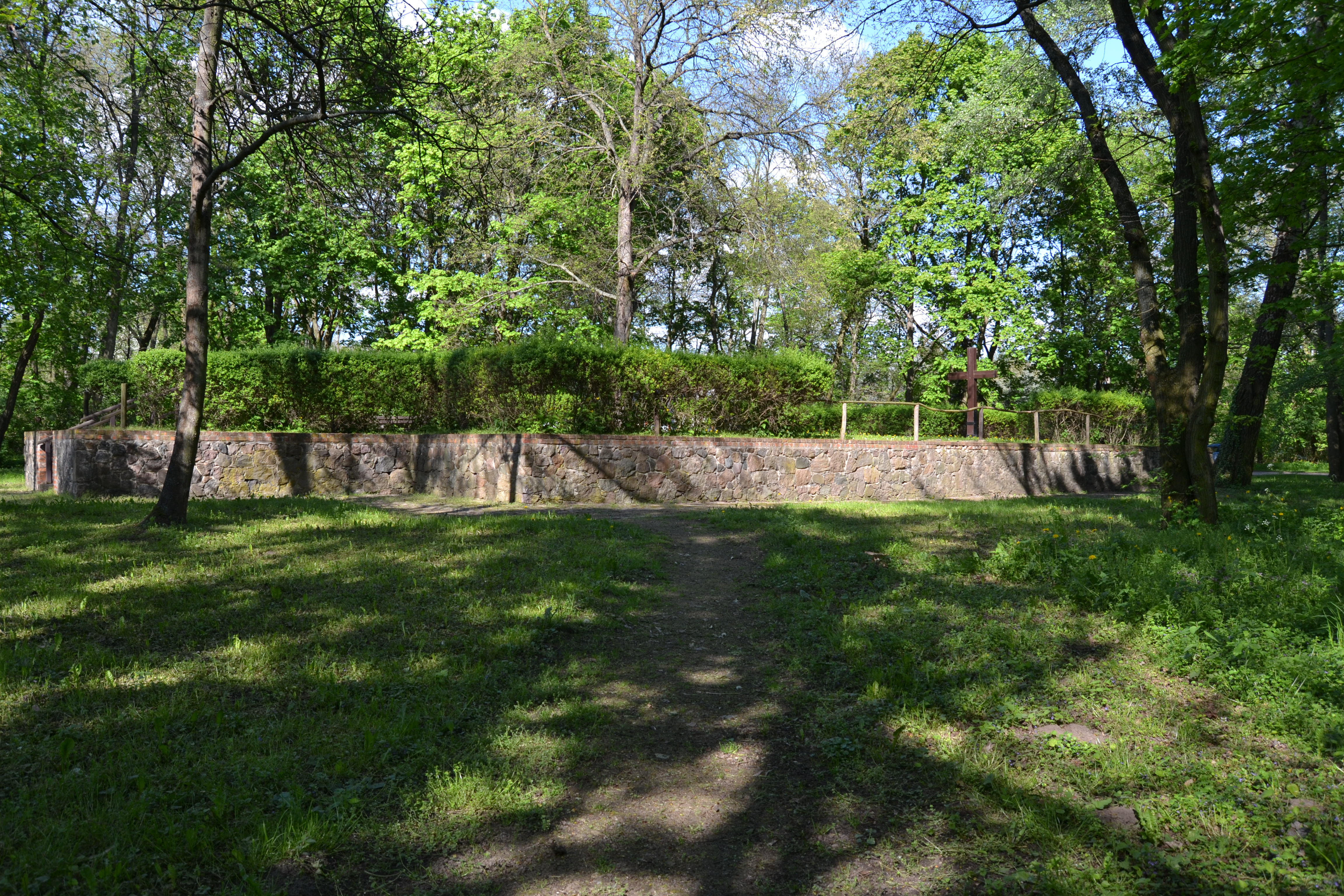
Pozostałości kościoła w Zechin
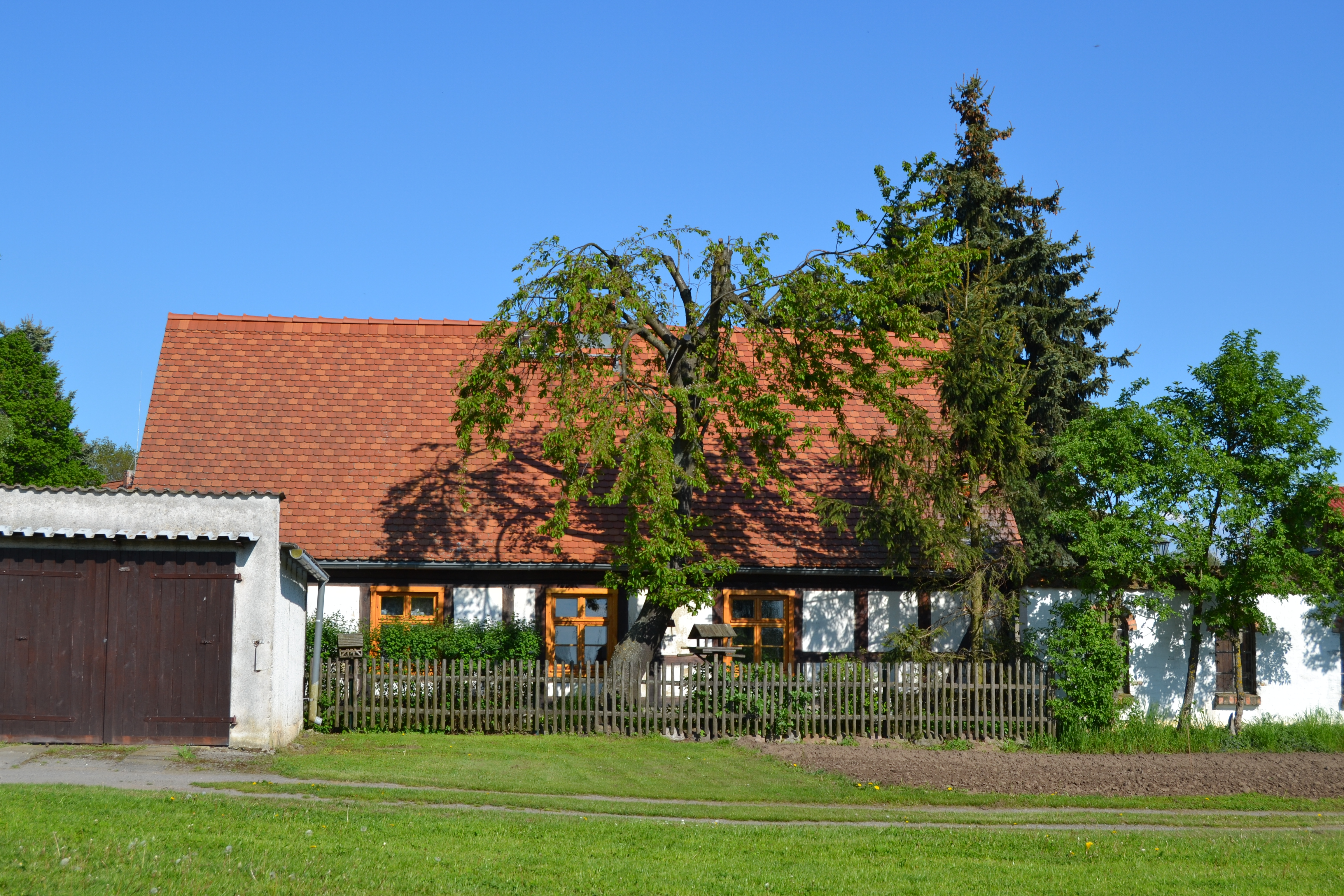
Zabytkowy dom
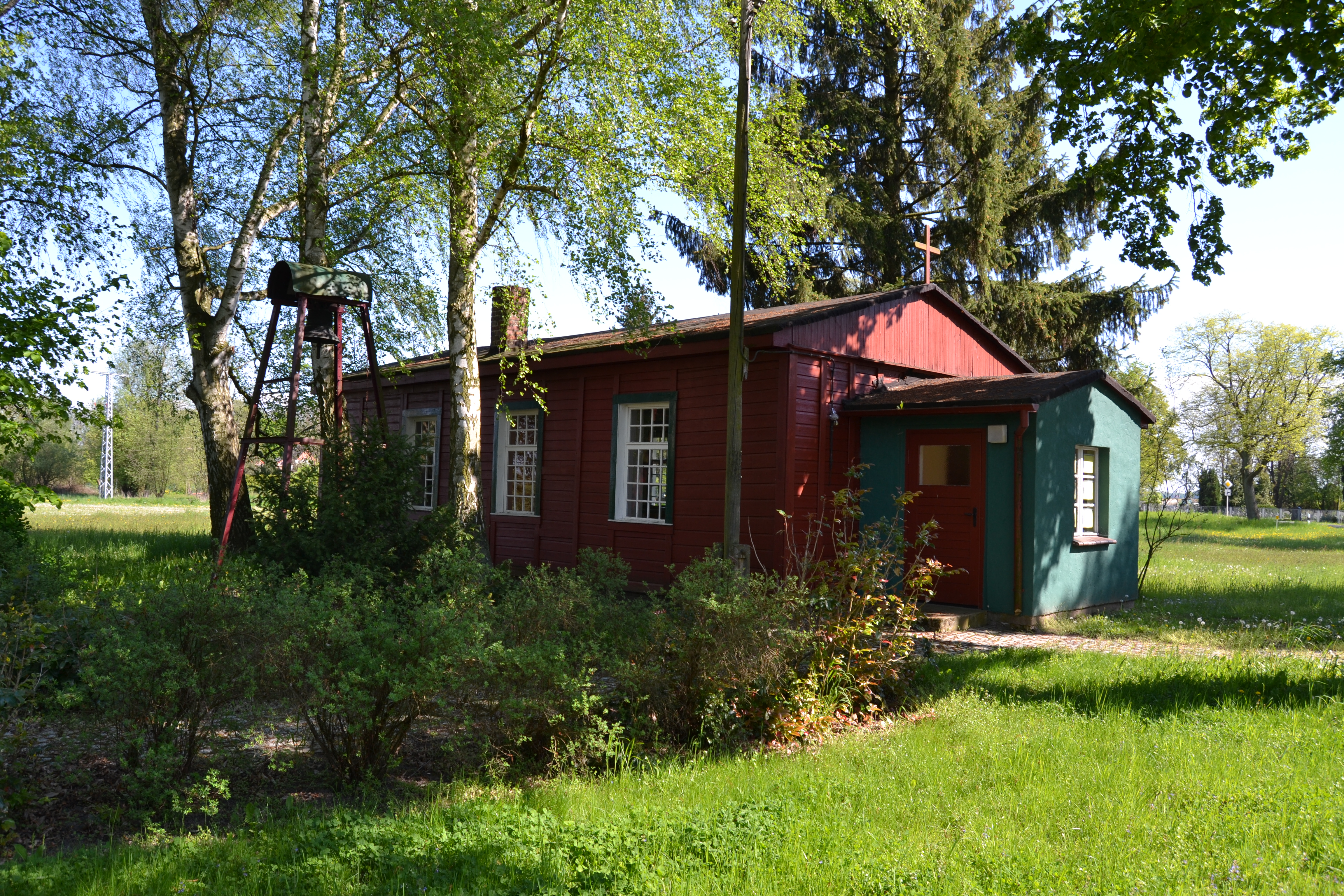
Zabytkowy kościół w Buschdorf
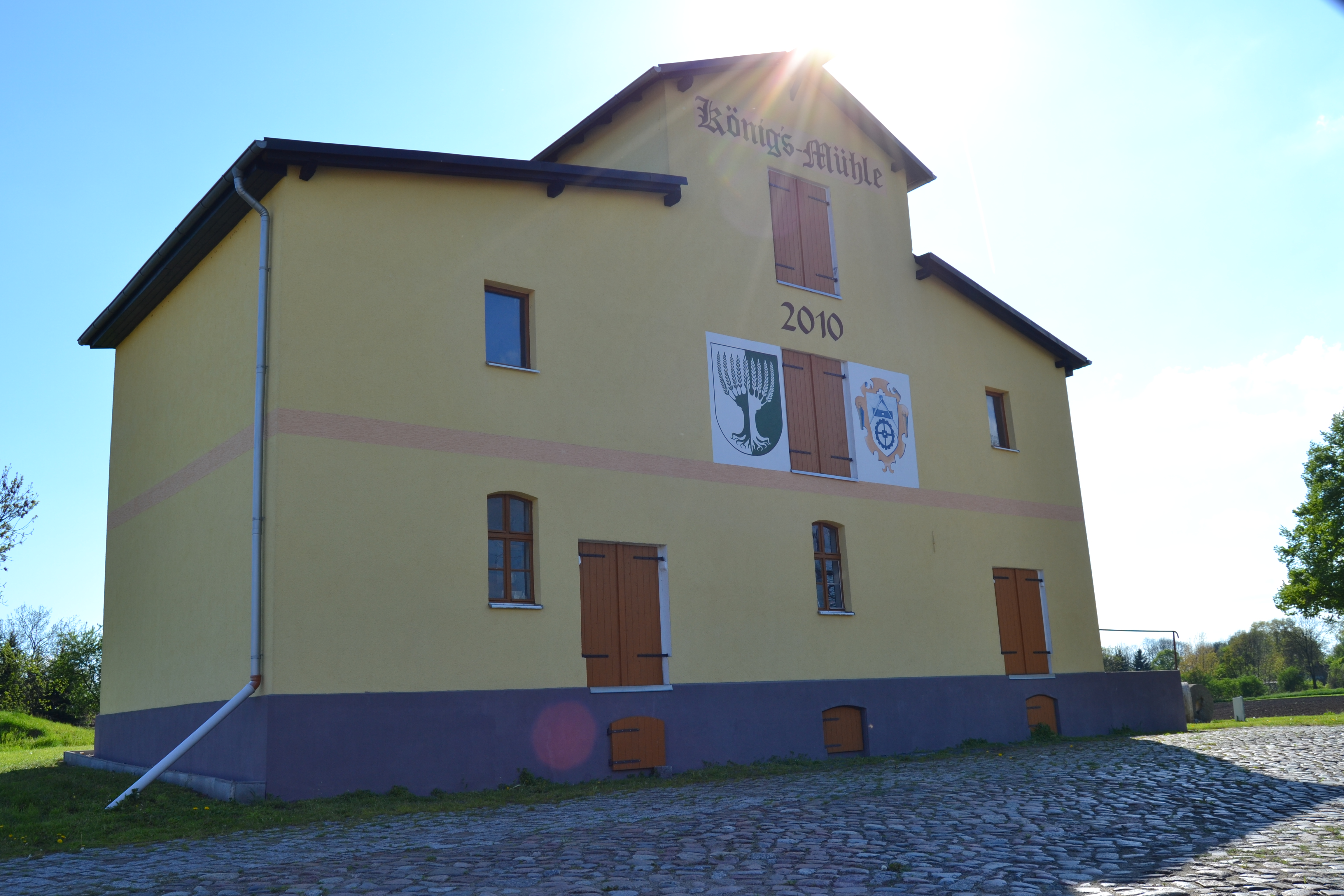
Młyn

## Współpraca
Miejscowość partnerska:
- Helperknapp, Luksemburg